# Banco Comafi
El Banco Comafi es un banco comercial de capitales privados argentinos. Su sede se encuentra ubicada en la Ciudad de Buenos Aires y cuenta con 65 sucursales distribuidas en dicha ciudad, Gran Buenos Aires y las principales ciudades del interior del país. No tiene sucursales ni subsidiarias en el extranjero.

Como banco comercial, opera en todos los sectores: individuos, microemprendimientos, pequeñas y medianas empresas, corporativo, comercio exterior, inversión, trading, banca privada y negocios fiduciarios.

## Historia
Comafi S.A. comenzó a operar en 1985 como agente de mercado especializado en trading de títulos públicos, pases y otras operaciones financieras.
En 1992 adquirió la filial argentina de Banco di Napoli, uno de los más antiguos del mundo, pasando a ser así en una entidad bancaria mayorista de activa participación en la compra y venta de bonos y acciones, banca corporativa y de inversión, y operaciones de mercados de capitales. También se convirtió en uno de los líderes en administración fiduciaria y desarrollo de productos financieros para empresas basados en fideicomisos.
En 1996, adquiere el 75% de Banco del Tucumán, principal entidad de esa provincia del noroeste argentino.
 El crecimiento de Banco Comafi se potenció a partir de su expansión al sector financiero minorista, en 2002, cuando absorbió la mayor parte de los pasivos y personal de Scotiabank Quilmes y abrió una de las redes de sucursales más importantes de Capital y Gran Buenos Aires. Desempeñó así, como banco privado nacional, un rol destacado en la recuperación de la actividad financiera argentina luego de la crisis 2001-2002. Para esa época adquiere también la cartera de tarjetas de crédito de Providian en la Argentina.
Con el fin de fortalecer el crecimiento en el área metropolitana de Buenos Aires, en 2006 vende su participación en Banco del Tucumán.
En 2010, Banco Comafi adquirió la sucursal argentina de ABN Amro NV (actualmente Royal Bank of Scotland NV) e inicia una nueva estrategia de crecimiento hacia el interior, abriendo nuevas sucursales en las principales ciudades (Mendoza, Córdoba, Mar del Plata, Rosario, Santa Fe, Tucumán, entre otras).
El mismo grupo accionista argentino controlante de Banco Comafi ha venido realizando en los últimos años otras adquisiciones de compañías del sector financiero argentino como: The Capita Corporation (2004), la primera compañía especializada en leasing de la Argentina; la compañía de créditos personales por Internet Crediclick (2007); Provencred, una firma con más de 35 años de experiencia en el mercado de préstamos personales y fuerte presencia en el interior del país (2009); y Cuota Ya, empresa especializada en el financiamiento del sector retail (2009).
En diciembre de 2013 Banco Comafi adquirió la cartera de tarjetas de crédito Diners Club International en la Argentina. Obtuvo además la licencia exclusiva para emitir Diners en el país por parte de Discover, actual propietaria de la marca a nivel mundial. Hasta ese momento, la tarjeta era emitida en el país por una subsidiaria de Citibank NA.Esta operación fue considerada como un hito en la estrategia de crecimiento de Banco Comafi, particularmente en uno de los segmentos más competitivos del mercado local.
En 2016 adquirió la filial argentina del Deutsche Bank, el banco extranjero de mayor antigüedad en el mercado local por un monto cercano a los 45 millones de dólares por el negocio de custodia del dinero de los clientes, de comercio exterior y trading

## La sede central: edificio protegido
Ubicado sobre la Diagonal Norte, la avenida que
atraviesa el centro financiero y de negocios más importante de Buenos Aires, la sede central de Banco Comafi fue catalogada en 2009 como “edificio protegido” de la Ciudad de Buenos Aires, debido a su valor arquitectónico y la singularidad de su diseño y construcción.
La construcción de 10 pisos ocupa la totalidad de la manzana, de singular forma triangular, y no sólo resalta por su estilo arquitectónico singular que lo diferencia del estilo “monumentalista” predominante en dicha avenida, sino que también tiene su historia.
Adquirido por Banco Comafi en 1992, su diseño es obra del arquitecto italiano Francesco Gianotti, autor de emblemáticos edificios de Buenos Aires como la Confitería del Molino (1912) y la Galería Güemes (1915).
Su imagen arquitectónica se inscribe dentro de la tendencia del eclecticismo predominante en Buenos Aires en los primeros años del siglo pasado, adoptando como estilo el “neogótico veneciano”, donde además de las ventanas en forma de ojiva resaltan claros símbolos itálicos como el león alado, representativo de Venecia, la loba romana o el escudo de Génova.
Su construcción, data de 1927 y fue encargada por la Compañía de Navegación Italia-América, subsidiaria del Banco Di Napoli (uno de los dos más antiguos del mundo, entidad que decidió abrir en 1929 su primera sucursal en la Argentina para atender las necesidades de la gran cantidad de inmigrantes italianos que por esos años llegaban a Buenos Aires.

Como la entidad italiana nunca utilizó más que una parte del edificio, el resto de los pisos era alquilado a empresas, comercios, organismos del Estado y hasta instituciones internacionales como la delegación del Alto Comisionado de las Naciones Unidas tuvieron su sede allí durante varios años. 